# Carbonilla luteicosta
Carbonilla luteicosta är en tvåvingeart som beskrevs av Louis-Paul Mesnil 1974. Carbonilla luteicosta ingår i släktet Carbonilla och familjen parasitflugor.
Artens utbredningsområde är Mongoliet. Inga underarter finns listade i Catalogue of Life.